# Uvaria kurzii
Uvaria kurzii är en kirimojaväxtart som först beskrevs av George King, och fick sitt nu gällande namn av Ping Tao Li. Uvaria kurzii ingår i släktet Uvaria och familjen kirimojaväxter. Inga underarter finns listade i Catalogue of Life.